# ホーンテッドマンション
- ディズニーパーク > 東京ディズニーリゾート > 東京ディズニーランド
  - ファンタジーランド > ホーンテッドマンション
  - 東京ディズニーランドのアトラクションの一覧 > ホーンテッドマンション

ホーンテッドマンション（The Haunted Mansion）は、世界各国のディズニーパークにあるライド型お化け屋敷のアトラクションである。

## 概要
ゲストはプレショーとして、「年老いていく肖像画の部屋」「伸びていく肖像画と壁の部屋(ストレッチングルーム)」の順に案内され、それを見たあと、ドゥームバギー（Doom Buggy、死の車）と呼ばれる3人乗りの黒い椅子型のライドに乗り込む。
なおライドはオムニムーバーを採用しており、自動的に左右に向きを変えながらレールに沿って進んでいくため、ゲストはライドに乗り込んで以降は歩く必要はない。登場する亡霊たちは様々なオーディオアニマトロニクスによって複雑に動き、ライドに内蔵されたゴーストホストの声に連動してゲストを恐怖に陥れる。
コンセプトアートはマーク・デイヴィスが担当し、アトラクション内の音楽はバディ・ベイカーが担当した。

### ホーンテッドマンションがあるパーク
- ディズニーランド（ディズニーランド・リゾート）
- マジック・キングダム（ウォルト・ディズニー・ワールド・リゾート）
- 東京ディズニーランド（東京ディズニーリゾート）
- ディズニーランド・パーク（ディズニーランド・パリ） - 名称は「ファントム・マナー」

## ストーリー
999人の亡霊が住んでいる屋敷が舞台。亡霊たちは館に訪れるゲストを1000人目の仲間に迎えようと狙っている。ディズニーランド・パリのみアトラクション名称やストーリーなどが異なる。詳しくは下記。

## 登場キャラクター
ゴーストホスト（Ghost host）
声：ポール・フリーズ（英語）／ 堀貞一郎（日本語）
屋敷の主人であるゴーストにしてアトラクションの案内役。「肖像画と伸びていく壁の間（ストレッチングルーム）」の天井裏にある白骨化した首吊り死体は彼のものである。
マダム・レオタ（Madame Leota）
声：エレノア・オードリー
水晶玉の中に頭部だけが映っている降霊術師の女性で、舞踏会のために亡霊たちを降霊させている。2007年のリニューアルで設置された墓標には「Dear sweet Leota Beloved by all In regions beyond now, But having a ball」と書かれている。
顔のモデルはウォルト・ディズニー・カンパニーの社員だったレオタ・トゥームズ。
リトル・レオタ（Little Leota）
声・顔：レオタ・トゥームズ
アトラクションの出口付近（マジック・キングダム、東京ではアトラクション内の終盤）にいる小さな女性。ゴーストホステス（Ghost hostess）、ゴーステス（Ghostess、GhostとHostessを組み合わせた造語）とも呼ばれる。ゲストたちに死亡証明書を持って戻ってくるように促し、1000人目の亡霊になるよう勧誘している。
顔のモデルはマダム・レオタと同じくレオタ・トゥームズ。
墓地の管理人
屋敷の裏手にある墓地を管理する、犬を連れた初老の男性。アトラクション内では唯一の生きた人間。墓地の門の前で怯えている。後に亡霊になった姿で登場している。
シンギング・バスツ（Singing busts）
声・顔：サール・レイブンズクロフト、バーン・ロウ、チャック・シュローダー、ジェイ・メイヤー、ボブ・エブライト
終盤の墓地に登場する５人組の胸像で、一体だけ頭部が壊れながらも歌っている胸像がメインボーカルである。出口付近で聞こえるアカペラのような歌声も彼らのもの。
ヒッチハイキングゴースト（Hitchhiking Ghosts）
終盤に登場する、ヒッチハイクの好きな三体のゴーストで、当アトラクションのポスターにも描かれている。ドゥームバギーに乗り込み、ゲストについて行こうとする。
名前は非公式だが、左からカバンを持ち、シルクハットを被っているフィニアス、帽子を手にした禿げ頭のエズラ、髭を生やした囚人のガスである。ホーンテッドマンション (2003年の映画)に登場するゴーストから名前をとっている。
ハットボックスゴースト（Hatbox Ghost）
帽子用の丸箱を持った、山高帽にケープ姿のゴースト。明滅する自身の首を一瞬で箱の中に移し、ゲストを驚かせる。
元々はディズニーランドのホーンテッドマンションの主要なマスコットキャラクターとしてグッズやパンフレットにその姿が見られたが、特殊効果の出来が不十分だったり、見た目が怖かった事から、1969年のオープンから僅か数カ月で撤去された幻のアニマトロニクスだった。
根強い人気を受けて後にプロジェクションマッピング技術を用いた新型が作成され、2015年よりディズニーランドにて復活した。

## 各施設詳細

### ディズニーランド
| ホーンテッドマンション The Haunted Mansion | ホーンテッドマンション The Haunted Mansion | ホーンテッドマンション The Haunted Mansion | ホーンテッドマンション The Haunted Mansion |
| ------------------------------------------ | ------------------------------------------ | ------------------------------------------ | ------------------------------------------ |
| オープン日                                 | オープン日                                 | 1969年8月9日                               | 1969年8月9日                               |
| スポンサー                                 | スポンサー                                 | なし                                       | なし                                       |
| 所要時間                                   | 所要時間                                   | 約10分（メイン約6分）                      | 約10分（メイン約6分）                      |
| 定員                                       | 定員                                       | 3名/1台                                    | 3名/1台                                    |
| 利用制限                                   |                                            | なし                                       | なし                                       |
| ファストパス                               | ファストパス                               |                                            | ○                                          |
| シングルライダー                           | シングルライダー                           |                                            | ○                                          |

世界各国のディズニーパークで最初に作られた言わばオリジナル。設置場所はニューオーリンズ・スクエア。
外観や内部の構成が東京およびマジック・キングダムとは異なり、ゴーストライターの書斎エリアが存在せず、ライドの乗り場までしばらく歩く構成となっている。ただし、書斎エリアにあるものと同じような胸像と本棚は乗り場に行くまでの通路に設置されている。乗り場の位置は東京やマジック・キングダムのものに当てはめるとピアノの位置に当たる。また、通路の壁に飾られている絵画は時間の経過によって変わっていくもの（女性→メドゥーサ、帆船→フライング・ダッチマンなど）だったが、現在は窓から差し込む稲光の演出にあわせて変化するものに変更されている。東京にある「どこにいても自分の方を見てくる（いわゆるトリックアート）」演出は無い。

### マジック・キングダム
| ホーンテッドマンション The Haunted Mansion | ホーンテッドマンション The Haunted Mansion | ホーンテッドマンション The Haunted Mansion            | ホーンテッドマンション The Haunted Mansion            |
| ------------------------------------------ | ------------------------------------------ | ----------------------------------------------------- | ----------------------------------------------------- |
| オープン日                                 | オープン日                                 | 1971年10月1日（マジック・キングダムと同時にオープン） | 1971年10月1日（マジック・キングダムと同時にオープン） |
| スポンサー                                 | スポンサー                                 | なし                                                  | なし                                                  |
| 定員                                       | 定員                                       | 3名/1台                                               | 3名/1台                                               |
| 利用制限                                   |                                            | なし                                                  | なし                                                  |
| ファストパス                               | ファストパス                               |                                                       | ○                                                     |
| シングルライダー                           | シングルライダー                           |                                                       | ○                                                     |

アナハイムに続いてできた2番目のアトラクション。設置場所はリバティー・スクエア。
アナハイムのものとは外観が大きく異なり、内部の構成も若干変更されている。東京のホーンテッドマンションはマジック・キングダムのものを基にして建設されたため内容はほぼ同様であったが、近年の大幅リニューアルによりオリジナルの要素が多く取り入れられた。2007年には「キューライン付近にマダム・レオタの墓標の設置」、「プレショーで部屋が伸びる際の音声に木の軋む音が追加」、「マダム・レオタの水晶玉が浮く仕掛けが追加」、「屋根裏部屋エリアの大幅改装」（ディズニーランドでも2006年のリニューアルの際に行われた）などのリニューアルが行われた。
2011年にもリニューアルが行われた。主な変更点は「屋外のキューラインにインタラクティブ要素（ゲストが叩くと音が鳴る楽器や本が飛び出る本棚など）」、「フィナーレシーンで乗り込むゴーストがゲストにいたずら（ゲストの顔を膨らませたり髭をつけたりする等）」である。
2023年11月下旬には「どこまでも長い廊下」があるシーンにハットボックスゴーストが登場することを発表した。

### 東京ディズニーランド
| ホーンテッドマンション Haunted Mansion | ホーンテッドマンション Haunted Mansion | ホーンテッドマンション Haunted Mansion               | ホーンテッドマンション Haunted Mansion               |
| -------------------------------------- | -------------------------------------- | ---------------------------------------------------- | ---------------------------------------------------- |
| オープン日                             | オープン日                             | 1983年4月15日 (東京ディズニーランドと同時にオープン) | 1983年4月15日 (東京ディズニーランドと同時にオープン) |
| スポンサー                             | スポンサー                             | なし                                                 | なし                                                 |
| 所要時間                               | 所要時間                               | 約15分（プレショー約7分30秒、メイン約7分30秒）       | 約15分（プレショー約7分30秒、メイン約7分30秒）       |
| 定員                                   | 定員                                   | 3名/1台                                              | 3名/1台                                              |
| 利用制限                               |                                        | なし                                                 | なし                                                 |
| ファストパス                           | ファストパス                           |                                                      | 2022年現在はサービス停止中                           |
| シングルライダー                       | シングルライダー                       |                                                      | 対象外                                               |

前述のようにマジック・キングダムのものを基に作られているため外観は酷似しているが、設置場所はファンタジーランド。古びた煉瓦色を基調とした大きな屋敷と、深く生い茂った木々が周囲の建物やアトラクションと対照的となっている。
日本のものとアメリカのディズニーパークのもので使用されるBGMは音程が少し異なっている。東京では低めのキーを、逆にアメリカでは高めのキーになっており、これは2つの国の「お化け」や「幽霊」の類に於けるインパクトの受け方が違うため、東京ディズニーランドにホーンテッドマンションを導入する際に、日本人が怖がりそうな低い音程を採用したという。
オープン当初からノースポンサーであったが、1998年から2003年3月25日まではセコムが提供していた。
「ドアがたくさんある廊下」ではゴースト達の肖像画がたくさんあるが、東京ではそれがない代わりにひとつだけ初老の男性の肖像画があるが、ライドのタイミングが合うと彼の肖像画がみるみる立体化し、やがて恐ろしい顔になるという幽霊が登場する。
これはセコムがスポンサーに就いてから登場した幽霊である。
2023年7月26日から「40周年記念プライオリティパス」を導入している。

### ディズニーランド・パーク
| ファントム・マナー Phantom Manor | ファントム・マナー Phantom Manor | ファントム・マナー Phantom Manor                                  | ファントム・マナー Phantom Manor                                  |
| -------------------------------- | -------------------------------- | ----------------------------------------------------------------- | ----------------------------------------------------------------- |
| オープン日                       | オープン日                       | 1992年4月12日（ユーロ・ディズニーランド（当時）と同時にオープン） | 1992年4月12日（ユーロ・ディズニーランド（当時）と同時にオープン） |
| スポンサー                       | スポンサー                       | なし                                                              | なし                                                              |
| 定員                             | 定員                             | 3人/1台                                                           | 3人/1台                                                           |
| 利用制限                         |                                  | なし                                                              | なし                                                              |
| ファストパス                     | ファストパス                     |                                                                   | 対象外                                                            |
| シングルライダー                 | シングルライダー                 |                                                                   | 対象外                                                            |

ファントム・マナー（Phantom Manor）は、ホーンテッドマンションとほぼ同一のアトラクションである。設置場所はフロンティアランド。建物は第二帝政期建築（ヴィクトリア様式）の外観をしている。ストーリーはフロンティアランド全体のストーリーや設定と連動しており、屋敷はビッグサンダー・マウンテンの金鉱を掘り当てたヘンリー・レイヴンズウッドの私邸という設定である。
音楽はホーンテッドマンションのものをジョン・デブニーがアレンジしたもので、オーケストラとソプラノソロを主体としている。また、カタコンベのシーンで胸像が合唱するグリム・グリニング・ゴーストの伴奏はジャズ調になっている（胸像はホーンテッドマンションの流用）。ハロウィーンの時期にはファントムマナーを含めたサンダー・メサの町全体がカボチャなどで飾り付けられるが、ディズニーランドのようなホーンテッドマンション・ホリデー（ホリデーナイトメア）は実施されない。2019年5月にリニューアルを行ないストーリーや演出を一部変更した。

#### 内容
ホーンテッドマンションと基本的な構造は変わらないが、外観やストーリーが大きく異なり、それに従って内部の演出にも変更がある。大きな違いとして、ストーリーのメインキャラクターであるメラニーとファントムが要所に登場する、アトラクション内では英語とフランス語が入り混じっている点が挙げられる。また、リニューアル前後で内容変更を行っている。
前半はディズニーランドのホーンテッドマンションとほぼ同様だが、後半はメラニーの私室、墓地、カタコンベ、ファントムキャニオン（大地震の影響で壊滅したサンダー・メサの町）、鏡の部屋という構成である。
リニューアル前では「肖像画と伸びていく壁の間（ストレッチングルーム）」の絵画は全てメラニーのものになっている。また、部屋が伸びきった後に天井の中から出現する首吊り死体がある点は同じだが、それはメラニーの恋人のものであり、同時に吊るしているファントムも登場する。アトラクション内に登場する亡霊もホーンテッドマンションとは異なり、人間に近い姿となっており、カタコンベのシーンでは骸骨しか登場しない。終盤の鏡の部屋では白骨化したメラニーが登場し、鏡にはライドの背後にファントムが映る演出になっている。
リニューアル後（現在）では、「肖像画と伸びていく壁の間（ストレッチングルーム）」の絵画は全てメラニーとその求婚者達のものになっている。部屋が伸び始めるとメラニーは消え、求婚者のみが悲惨な目にあう内容となっている。鏡の部屋では今まで死んでいった求婚者達の墓に変更され、鏡にはライドにメラニーが乗り込み、ゲストに求婚している演出に変更された。

#### ストーリー
下記はリニューアル前のものである。
ビッグ・サンダー・マウンテンで金鉱を発見したヘンリー・レイヴンズウッドは、サンダー・メサ・マイニング・カンパニーを設立し「山の神の怒りに触れる」という原住民の警告を無視して開発を続け、そうして得た富でサンダー・メサの町を見下ろす丘の上に屋敷を建てた。
ヘンリーの一人娘のメラニー・レイヴンズウッドは、父の会社で働く技術者と恋に落ちて結婚の約束をする。しかし、ヘンリーは娘の結婚と自分の元を離れることを許さなかった。そんな中、大地震が起きてサンダー・メサの町は壊滅的な被害を受け、メラニーの両親は命を落とす。
メラニーの結婚式の日、屋敷にファントムが現れて花婿となるはずだった恋人を殺害してしまう。以来、そのことを知らないメラニーは屋敷を離れることなく亡霊となった今も、現れることのない花婿が来ることを信じて花嫁衣装のまま待ち続けている。
管理する人間がいなくなって荒れ果てた屋敷はファントムの影響で亡霊の巣窟となり、奇怪な現象が起きたり不気味な音が聞こえたりするその屋敷は、いつしか町の人々からファントム・マナーと呼ばれるようになった。
そして、ファントムは屋敷を訪れたゲストをも死の世界に引きずり込もうとする。

#### 登場キャラクター
メラニー・レイヴンズウッド（Melanie Ravenswood）
声：ウーナ・リンド（台詞）／キャサリン・レンチ（歌）
求婚者が次々に死を遂げ、結婚することができなかった花嫁姿の亡霊。新たな求婚者を求めており、「鏡の部屋」ではライドに乗り込んでゲストに対して結婚を迫る。アトラクション内では「美女」や「花嫁」と呼ばれ名前は明かされない。
リニューアル前では屋敷にやって来たゲストをファントムから守り、生者の世界へ帰そうとする善側の存在だった。最初は若い姿だが、アトラクションの進行と共に年老いていき、最終的には白骨化した姿となっている。
ファントム（Phantom）
声：ヴィンセント・プライス（英語および笑い声）/ ジェラール・シュヴァリエ（リニューアル前）、ベルナール・アラン（リニューアル後）（フランス語）
正装をした骸骨姿の亡霊。その正体はメラニーの父・ヘンリーであり、死後もなお娘の背後で監視している。
この説はリニューアル前から示唆されてはいたが、明確にはされていなかった。
ソーヤー・ボトム（Sawyer Bottom）
バリー・クロード（Barry Claude）
ローワン・D・フォールズ船長（Capt. Rowan D. Falls）
イグナティアス“イギー”ナイト（Ignatius "Iggy" Knight）
メラニーに求婚した四人の男性。全員が不可解な死を遂げており、サンダー・メサの人々の中には「娘の結婚相手にふさわしくないと考えたヘンリーが彼らの死を仕組んだ」と噂する者もいる。彼らの最期は「伸びる部屋」の絵画に描かれている。リニューアル後のみに登場。

## トリビア

### ストーリー
インターネット上で見られる「マダム・レオタが屋敷のほとんどの住人を殺した」などの詳細なストーリーはディズニー公式のものではなく、マジック・キングダムのホーンテッドマンションのキャストが創作したものである。

### スタンバイの待ち時間表示
各アトラクションでは基本的に5分刻みとなっているスタンバイの待ち時間表示であるが、このアトラクションでは5分、10分、15分では忌み数を用いて4分、9分、13分と表示される。ちなみに、13分はトワイライトゾーン・タワー・オブ・テラー、及びタワー・オブ・テラー (TDS)でも表示される。

### 賃貸物件案内の看板
1963年、本家のディズニーランドにホーンテッドマンションの建物が完成した。しかしニューヨーク博のために内部の設計は中断され、6年間放置された。その後、ウォルトのアイディアにより幽霊に対して入居者を募集する案内をオープン前に設置していた。看板には賃貸契約にはゲストを驚かせる許可証が含まれること、入居希望の場合は死亡証明書を添えてディズニーランド・ゴーストリレーションズへ送付することなどが書かれていた。

### 青ひげの墓標
アトラクション出口にある墓標は15世紀の西洋の貴族・青ひげ（BLUEBEARD）のものである。青ひげは1440年に死亡するまでに7人の女性と結婚しているが、毎年のように妻を殺害し再婚を繰り返していた。刻まれている女性の名前（ペネロペ、アビゲイル、アナスターシャ、プルーデンス、フェーベ、ユージニア）はその妻たちの名前で、彼女たちは全員貞淑だったと言われ、それに因んだ名前ばかりである。しかし、最後に刻まれている7人目の妻・ルクレチアは逆に青ひげを殺し、6人の先妻たちの無念を晴らしているため、彼女のみ没年は刻まれていない。

### 墓標に刻まれた名前
アトラクション出口にある巨大な墓標には20（アメリカでは32）の名前が刻まれている。一見すると人名のようだが、英語の単語や文章・慣用句をもじったジョークになっている。下記は日本のもの。
- Harry After（here after / 死後）
- Clare Voince（clairvoyance / 透視）
- C U Later（See you later / また会いましょう）
- Hal Lusinashun（hallucination / 幻覚）
- Paul Tergyst（poltergeist / ポルターガイスト現象）
- THEO LATER（See you later / また会いましょう）
- Lev Itation[4]（levitation / 空中浮揚）
- HOBB GOBBLIN（hobgoblin / ホブゴブリン）
- Dustin T Dust（Dust to Dust / 塵は塵に）
- Rustin Peese（Rest in Peace / 安らかに眠る）
- Ray N Carnation（reincarnation / 転生）
- I. M. Mortal（immortal / イモータル 不死者）
- M. T. Tomb（empty tomb / からっぽの墓）
- U R Gone（You are gone / あなたは死んでしまった）
- PEARL E. GATES（pearly gates / 天国の十二の門）
- I. Trudy Departed（I truly departed / 私は死んでしまった）
- I L. BebacK（I'll be back / また戻ってくる）
- Asher T. Ashes（Ashes to Ashes / 灰は灰に）
- Sue Pernaral（supernatural / 超自然）
- G. I. MISYOU（Gee, I miss you / あなたが死んで寂しい）

## ホーンテッドマンション・ホリデー（ホーンテッドマンション・ホリデーナイトメアー）
ディズニーランド（アナハイム）と、東京ディズニーランドで毎年9月から翌年1月まで行われている、期間限定のバージョン。